# Фій
Фій (рос. Фий) — село Ахтинського району, Дагестану Росії. Входить до складу муніципального утворення Сільрада Село Фій.
Населення — 1623 (2015).

## Населення
За даними перепису населення 2002 року в селі мешкало 1612 осіб. У тому числі 794 (49,26 %) чоловіка та 818 (50,74 %) жінок.
Переважна більшість мешканців — лезгини (100 % від усіх мешканців). У селі переважає лезгинська мова.